# ジョセフ・ヒューバート・マクガイア
ジョセフ・ヒューバート・マクガイア（1866年1月21日 - 1947年4月28日、英: Joseph Hubert McGuire）はニューヨーク州 ニューヨークで開業し、カトリック系の教会や施設を専門に扱っていたアメリカ人建築家である。ニューヨーク州 ホーソーンのゲート・オブ・ヘヴン共同墓地にある墓石によれば1865年1月21日生まれとされているが、他の資料では1866年であると指摘されている。

## 若年期と教育
1866年にニューヨークで生まれる。シティカレッジ、セント・フランシス大学、およびパリのパリ国立高等美術学校で学んだ。パリ高等美術学校で研修を受けたマクガイアはボザール様式を巧みに使いこなした。

## 建築の実践
彼が手がけたニューヨーク市 マンハッタン区のアッパー・ウェスト・サイド地区（UWS）82番街の西にあるホーリー・トリニティ教会にはグァスタヴィーノ式タイル・アーチ方式の丸天井がある。フレデリック・D・タラーの論文『中世のニューヨーク ― ホーリー・トリニティ教会』によれば、「この教会は当時としては珍しいビザンティン建築様式を用いて意図的に建てられ、この国のビザンティン建築様式における最も優れた実例のひとつであると見なされている」という。
またマクガイアは劇場街の49番通りの西にある聖マラキ教会にあるアクターズ・チャペルやニューヨーク市のロックアウェイ・ビーチにあるセント・ローズ・オブ・リマ教会の設計も受け持った。
しかしながら、彼の最もたる著名な依頼建築は1903年から1906年にかけて建設が行われたバージニア州 リッチモンドにある聖心大聖堂である。大聖堂の建設に多額の資金を提供した慈善家のトーマス・フォーチュン・ライアンがマクガイアを大聖堂の建築家に選出した。以前、マクガイアはマンチェスター（現在はリッチモンドの一部）に聖心大聖堂を建設する際に協力していたことがあった。バージニア州歴史的建築物名簿（The Virginia Landmarks Register）ではこの大聖堂を「ローマ・カトリックの芸術と建築における荘厳な祭典」であると明言されており、またこの建物の設計図がリッチモンド・バレンタイン博物館に保存されている。
学校、病院、商業ビルや幾つかの邸宅などの依頼を受けて、ウェストチェスター青少年保護育成施設にあるチャペルや集会場、セント・エリザベス病院の設計も担当したことがある。

## 私生活
マクガイアはフランスでコロンブス騎士会の幹事を9ヶ月間務めていた。
1919年から1932年にかけて小冊子形態で発行された幾つかの論文を執筆した作家でもある。
アメリカ建築家協会、ボザール建築設計研究所、ニューヨーク建築連盟、ニューロシェル教育委員会、アメリカ合衆国カトリック系歴史協会やそれ以外の組織の会員であった.。

## 他の重要な作品
- 聖心教会 - バージニア州 リッチモンド（大聖堂と同じくトーマス・フォーチュン・ライアンからの出資。大聖堂よりも先に建設）[8]
- ホーリー・トリニティ教会 - ニューヨーク州 ニューロシェル
- 聖心教会 - ニューヨーク州 サファーン
- ハンガリー・セント・スティーヴン教会 - ニューヨーク
- セント・リマ・オブ・ローズ教会 - ニューヨーク